# Yavapai megye
Yavapai megye az Amerikai Egyesült Államokban, azon belül Arizona államban található. Megyeszékhelye és legnagyobb városa Prescott. Lakosainak száma 236 209 fő (2020. április 1.). Yavapai megye Mohave, La Paz, Maricopa, Gila és Coconino megyékkel határos.

## Népesség
A megye népességének változása:
| Lakosok száma | 210 137 | 210 867 | 212 530 | 215 133 | 222 255 | 236 209 |
|               | 2010    | 2011    | 2012    | 2013    | 2015    | 2020    |